# Carlos Salazar (piłkarz)
Carlos Andrés Salazar Michileno (ur. 19 maja 1996 we Floridzie) – kolumbijski piłkarz występujący na pozycji napastnika, od 2025 roku zawodnik salwadorskiej Alianzy.